# Laurent Faucheux
Pour les articles homonymes, voir Faucheux (homonymie).
Laurent Faucheux est un pianiste, batteur et percussionniste français, né le 2 juin 1964 à Vendôme.

## Biographie
Né dans une famille de musiciens, il commence le piano et la batterie très tôt. Sans abandonner le piano, il privilégie la batterie qui devient son instrument de prédilection.
Il arrive à Paris à l’âge de 18 ans, en 1984. Il fait alors essentiellement des remplacements et des sessions de studio dans beaucoup de styles musicaux différents. Très doué, et bercé dans la musique depuis l’enfance, il commence à jouer dans des studios d’enregistrement, puis lors de tournées et de performances lives avec de nombreux artistes.
Personnage discret, Laurent n’en reste pas moins un batteur très demandé dans le métier. Adepte de la simplicité et de l’efficacité, il distille un groove solide, sans esbroufe. Son style est fin, précis, très polyvalent, doté d’un son riche et d’une sensibilité musicale.

## Collaborations
- Jane Birkin - enregistrements et tournées
- Elsa - tournées
- Maxime Le Forestier - tournées
- Les Enfoirés - tournées et Shows 
  - 2020 : Le Pari(s) des Enfoirés
  - 2019 : Le Monde des Enfoirés
  - 2018 : Les Enfoirés 2018 : Musique !
  - 2017 : Mission Enfoirés
  - 2016 : Au rendez-vous des Enfoirés
  - 2015 : Sur la route des Enfoirés
  - 2014 : Bon anniversaire les Enfoirés
  - 2013 : La Boîte à musique des Enfoirés
  - 2012 : Le Bal des Enfoirés
  - 2011 : Dans l’œil des Enfoirés
  - 2010 : Les Enfoirés... la Crise de Nerfs !
  - 2009 : Les Enfoirés font leur Cinéma
  - 2008 : Les Secrets des Enfoirés
  - 2007 : La Caravane des Enfoirés
  - 2003 : La Foire aux Enfoirés
  - 2002 : Tous dans le même bateau
  - 2001 : L'Odyssée des Enfoirés
  - 2000 : Enfoirés en 2000
  - 1999 : Dernière Edition avant l'An 2000
  - 1998 : Enfoirés en Cœur
  - 1997 : Le Zénith des Enfoirés
  - 1996 : La Soirée des Enfoirés
  - 1994 : Les Enfoirés au Grand Rex

- Manu Galvin
- Françoise Hardy
- Jean Michel Jarre - tournées
- David Koven - enregistrements et tournées
- Bernard Lavilliers
- Marc Lavoine
- Magma
- Manau
- Jean-Jacques Milteau
- I Muvrini
- Nolwenn Leroy - tournée Bretonne Tour
- Florent Pagny
- Renaud - tournée et album "Phoenix" (2005)
- Hélène Ségara
- Sol En Si - tournées
- Alain Souchon - tournées et enregistrements :
  - C'est déjà ça
  - Défoule sentimentale
  - Au ras des pâquerettes
- Pierre Vassiliu
- Laurent Voulzy
- Natasha St-Pier - tournées et enregistrements
- La Fabuleuse Histoire de Mister Swing - 2003 - reprise du spectacle avec Sebastien Wild
- Henri Salvador - 2007 - 3 derniers concerts
- Nous sommes tous Claude François - 2008 - spectacle aux Francofolies de La Rochelle
- Belles belles belles[1]
- Taratata 
  - 2012 : Fête de la Musique 30 ans de succès